# Una història de debò
 Una història de debò  (original: The Straight Story) és un pel·lícula estatunidenca, britànica i francesa dirigida per David Lynch i estrenada el 1999. Ha estat doblada al català.

## Argument
El 1994, Alvin Straight, 73 anys, té un petit accident, una caiguda a la cuina de casa seva. La seva filla Rosie, tartamuda, l'obliga a anar a consultar el metge. Es veu que l'home està una mica cansat.
Un vespre, en plena tempesta, un cop de telèfon ressona a la casa. Rosie despenja, és Wisconsin on viu Lyle, el germà d'Alvin. Lyle ha tingut un atac. Alvin, trastornat, reflexiona. No ha vist Lyle des de fa 10 anys per una discussió violenta i no es perdonen. Finalment, Alvin decideix retre visita al seu germà. I hi anirà amb el seu tallagespa, ja que és el seu únic mitjà de locomoció. Revisa doncs la vella màquina que no és més que un munt de rovell, fabrica un remolc i agafa la carretera. Un llarg periple més de 350 milles l'espera, des de Laurens, Iowa a Mount Zion, Wisconsin.

## Al voltant de la pel·lícula
Aquesta pel·lícula està treta d'una història real com el seu nom indica. El verdader Alvin Straight va fer aquest periple el 1994. El títol original (The Straight Story) al·ludeix alhora al caràcter real de la història i al nom del principal protagonista, Alvin Straight.
L'actor principal, Richard Farnsworth, va ser nominat millor actor en la cerimònia dels oscars i va esdevenir així el més vell actor nominat per a aquest oscar. Estava afectat d'un càncer durant el rodatge de la pel·lícula i es va suïcidar l'any següent, quan tenia 80 anys.

## Repartiment
- Richard Farnsworth: Alvin Straight
- Sissy Spacek: Rose (Rosie) Straight
- Harry Dean Stanton: Lyle Straight
- Jane Galloway (Jane Galloway Heitz): Dorothy
- Joseph A. Carpenter: Bud
- Donald Wiegert: Sig
- Tracey Maloney: La infermera
- Dan Flannery: El doctor Gibbons
- Jennifer Edwards-Hughes: Brenda
- Ed Grennan: Pete
- Jack Walsh: Apple
- Gil Pearson: El conductor del bus
- Barbara June Patterson: Una dona al bus
- Everett McGill: Tom, el venedor de «John Deere»
- Anastasia Webb: Crystal
- Matt Guidry: Steve
- Bill McCallum: Rat
- Barbara E. Robertson (Barbara Robertson): La dona en el restaurant
- James Cada: Danny Riordan
- Sally Wingert: Darla Riordan
- Barbara Kingsley: Janet Johnson
- Jim Haun: Johnny Johnson
- Wiley Harker: Verlyn Heller
- Randy Wiedenhoff: Un bomber
- Jerry E. Anderson: Un bomber
- Kevin P. Farley (Kevin Farley): Harald Olsen
- John Farley: Thorvald Olsen

## Premis i nominacions

### Nominacions
- 1999. Palma d'Or
- 2000. Oscar al millor actor per Richard Farnsworth
- 2000. Globus d'Or al millor actor dramàtic per Richard Farnsworth
- 2000. Globus d'Or a la millor banda sonora original per Angelo Badalamenti